# Kriegerdenkmal Worpswede
Das Kriegerdenkmal am Hang der Straße An der Kirche zur Findorffstraße ist ein Denkmal in Worpswede in Niedersachsen. 

## Allgemeines
Das Denkmal erinnert an die Gefallenen des Deutsch-Französischen Kriegs von 1870/1871.

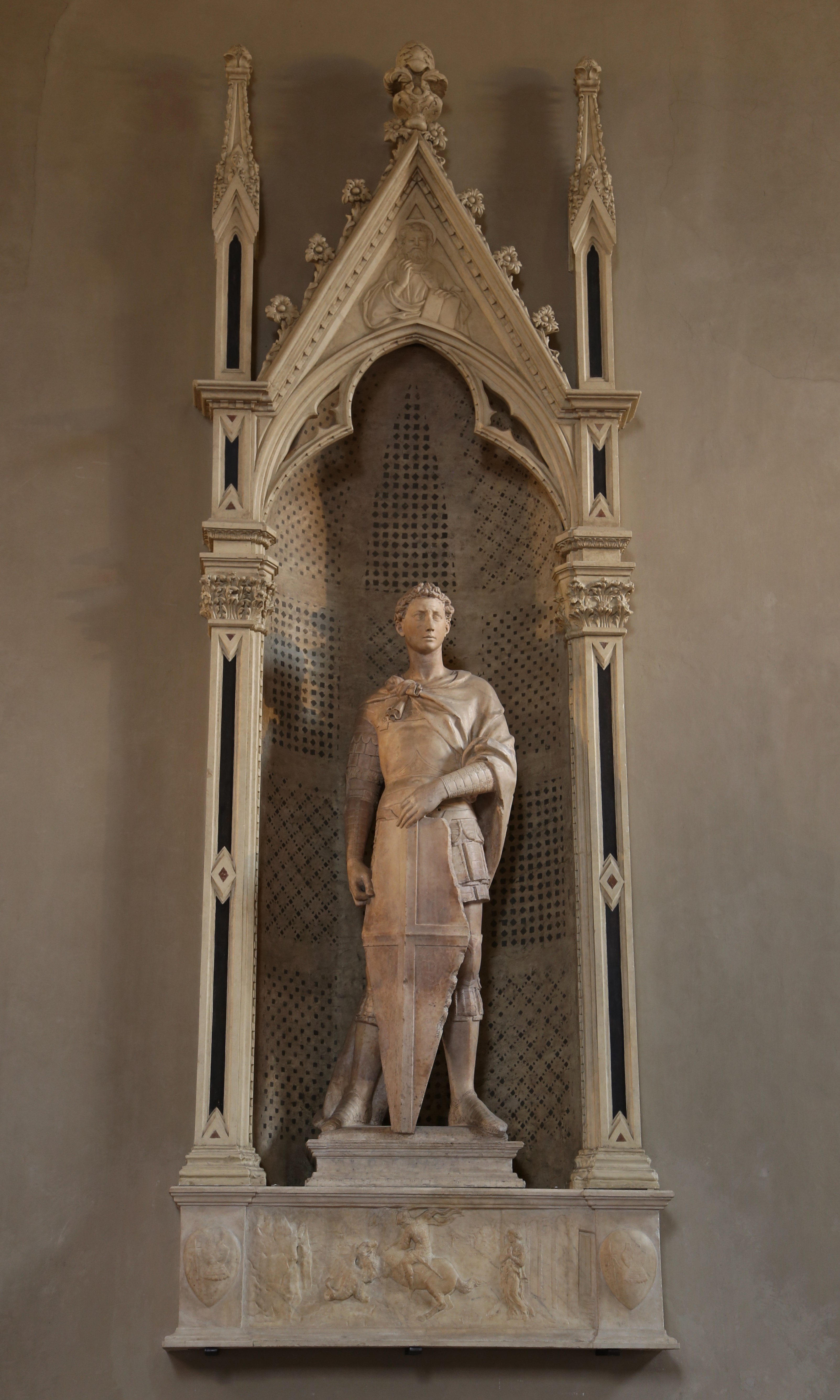
Vorbild: Georgsskulptur Donatello, Florenz

Das 1906 enthüllte Kriegerdenkmal zeigt den Heiligen Georg als Ritter auf einem Sockel, entsprechend dem von Donatello zwischen 1415 und 1417 für die Kirche Orsanmichele in Florenz geschaffenen Vorbild. Fritz Mackensen initiierte als Ehrenvorsitzender des Kriegervereins von Worpswede die Aufstellung des Denkmals. Hergestellt wurde das Denkmal durch die Bremer Kunststein- und Terrazzofabrik Hurrelmeyer nach der Anleitung von Mackensen. Ein nahezu identisches Kriegerdenkmal befindet sich in Vollersode.
Die Inschrift des Denkmals lautet: DEN KRIEGSTEILNEHMERN•GEWIDMET VOM KRIEGERVEREIN•WORPSWEDE. Darunter befinden sich die fünf Namen der Gefallenen.
Wegen seiner ortsgeschichtlichen Bedeutung ist das Denkmal zu erhalten.